# Taku (Volk)
Die Taku sind ein Indianerstamm (kwaan bzw. tribe) und gehören zu den Tlingit. Die Selbstbezeichnung in der Tlingit-Sprache lautet T'aaku Kwáan – etwa „Stamm vom Fluss oberhalb der Gänseflut“.
Sie leben im Alexander Archipelago im Süden Alaskas und am Unterlauf des Taku River auf dem Festland, das zum kanadischen British Columbia gehört.

## Geschichte

### Frühgeschichte
Menschliche Spuren reichen in der Region bis etwa 8000 v. Chr. zurück. Da sie auf den Inseln des Alexander-Archipels lebten, müssen sie Wassergefährte zur Verfügung gehabt haben. Ähnlich weit reicht der Obsidianhandel zurück, eine Steinart, die vom Mount Edziza in British Columbia und auf Sumez Island westlich von Prince of Wales Island stammte.
Es existierten Wasserfahrzeuge, die Menschen lebten in kleinen Gruppen und waren auf die Ressourcen der Küste angewiesen, wie Muscheln und Meeressäuger. Diese früheste Phase wird daher als paläomarine Tradition bezeichnet und reicht bis etwa 5000 oder 4500 v. Chr.
Dieser Phase folgte die so genannte Transitional Period, eine Übergangsperiode. Sie unterscheidet sich durch neue Werkzeugtechniken von der vorangehenden und reichte von ca. 5000 bis 3000 v. Chr. Möglicherweise wanderten um diese Zeit Tlingitgruppen ein, die, folgt man einigen mündlichen Traditionen, wie der der Gaanax.a'di und Kaagwaantaan, aus dem Gebiet von Nass und Skeena River kamen. Die Kaach.a'di hingegen glauben, aus dem Südosten Alaskas zu stammen. Möglicherweise kam es zu einer Vermischung der Bevölkerungen, zumindest aber zu einer kulturellen Angleichung bis hin zur Sprache.
Dieser Phase folgten die Developmental Northwest Coast Traditions (bis ca. 1800/1850) mit komplexeren Stein- und Knochenwerkzeugen. Die Siedlungen wurden deutlich größer und immer länger bewohnt. Die Häuser wurden ebenfalls größer und riesige Totempfähle entstanden. Zudem basierte die Ernährung sehr viel stärker auf Lachs. So entstanden Fischfallensysteme und ausgedehnte, als shell middens bezeichnete Abfall- und Siedlungshaufen. Die Gesellschaft entwickelte komplexe Rituale und Glaubensvorstellungen.
Das Hauptdorf der Taku lag am gleichnamigen Fluss und wurde im Winter bewohnt. Zwei weitere lagen auf den Inseln. Es gelang dem Stamm, ein Handelsmonopol zu errichten, das auf ihrer Position im heutigen Juneau basierte. Dort fand sich 1989 eine Fischfalle, die auf etwa 1350 datiert werden konnte. Ein Lehrpfad (Kaxdegoowu Heen Dei, „klares Wasser, das zurückläuft“) am Zusammenfluss von Montana Creek und Mendenhall River erschließt dem Besucher die kulturelle Bedeutung.

### Europäer
Die ersten Europäer in Alaska waren ab etwa 1741 die Russen. Sie errichteten 1784 eine Siedlung Three Saints Bay auf Kodiak Island. 1808 verlegte der Gouverneur Alexander Andrejewitsch Baranow sein Hauptquartier von dort nach Sitka. 1833 bestand ein Fort bei Wrangell.
1794 berichte die Mannschaft von George Vancouver von Lagerfeuern an der Auke Bay, Vancouver umsegelte Douglas Island, das er nach dem Bischof von Salisbury benannte.
Als die ersten Europäer eintrafen, lebten um das heutige Juneau die Stämme der Auk, der Taku und der Sumdum (an der Holkum Bay unterhalb des Sumdum-Gletschers). Möglicherweise lebten die Auk seit etwa 1550 in der Auke Bay. 1880 gab es drei Dörfer. Sie lagen auf Admiralty Island an der Youngs Bay, auf Douglas Island (möglicherweise Fish Creek) und auf dem Festland nördlich von Auke Bay (heute Auke Village Recreation Area).

### Hudson’s Bay Company, Britische Kolonie
Auch gegenüber den Händlern aus Europa, wie etwa der Hudson’s Bay Company, traten sie als einzige Zwischenhändler auf. Diese Gesellschaft errichtete Anfang der 1840er Jahre einen Handelsposten in Fort Durham in Taku Harbor. Die Taku verließen ihr Winterdorf und siedelten um das Fort. Dort blieben sie, obwohl das unprofitable Fort bereits 1843 wieder aufgegeben wurde, bis 1880. In diesem Jahr wurde Gold gefunden, und die Taku sahen sich genötigt, gegen Lohn bei den Goldsuchern zu arbeiten. Sie zogen in die Gegend des Sheep Creek (Gold Creek).

### Kanada, USA

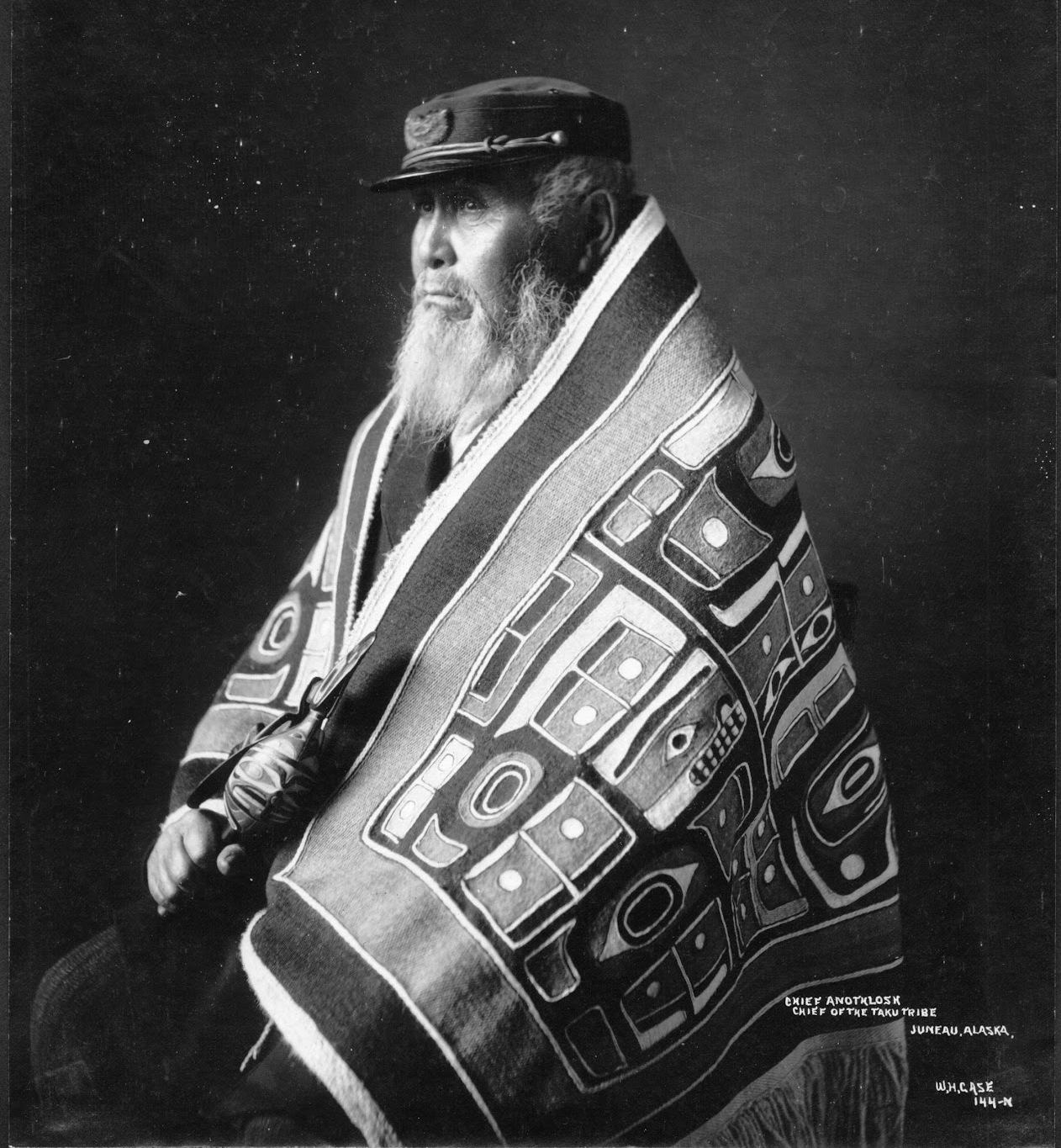
Chief Anotklosh/Aanyálahaash der Taku im Chilkat-Gewand mit geschnitzter Vogelrassel, Juneau, Alaska, ca. 1913, Foto von W. H. Case.

Inzwischen war Alaska 1867 von den USA gekauft worden. 1872 wurde bei Sitka Gold entdeckt, weitere Funde zwischen Windum Bay und Berners Bay führten zur Entstehung von Juneau. Der Ingenieur George Pilz bot jedem Tlingit 100 Decken, wenn er ihm einen Goldplatz zeigte. Cowee von den Auk zeigte ihm eine solche Stelle am Gastineau Channel. Am 18. Oktober 1880 steckten sie den Claim, auf dem bald Juneau entstand, ab, das jedoch zunächst Harrisburg hieß. Die Einwohnerzahl des Ortes stieg binnen 9 Jahren von 150 auf 1.200. Von den zahlreichen Einzelsuchern blieben letztlich drei Minengesellschaften, nämlich Treadwell, Alaska Gastineau und Alaska Juneau, die auch in der Lage waren, die inzwischen kapitalintensive Industrie zu betreiben. Sie holten Gold für 158 Millionen Dollar aus dem Berg. Treadwell, auf Douglas Island tätig, ging 1922 pleite, bereits ein Jahr zuvor die Alaska Gastineau. Die Alaska Juneau grub noch bis 1944. Dennoch verschwand Juneau nicht wieder, wie viele andere Goldgräberstädte, sondern wurde Hauptstadt Alaskas mit mehr als 2000 Einwohnern um 1900.
Wie alle Tlingit, so teilte sich der Stamm in zwei Moietys, die des Raben und die Wolf- bzw. Adler-Moiety.
In den USA sind die Tlingit und damit die Taku durch den Central Council of Tlingit and Haida Indian Tribes of Alaska als Volk anerkannt. 1912 gründeten sie die Alaska Native Brotherhood, dann folgte die Alaska Native Sisterhood. Beide setzen sich heute für den Erhalt der Kultur der Tlingit ein.